# Яхреньга (село)
Яхреньга — село в Подосиновском районе Кировской области России. Административный центр Яхреньгского сельского поселения.

## География
Село находится в северо-западной части Кировской области, в пределах возвышенности Северные Увалы, в подзоне средней тайги, на левом берегу реки Юг, при автодороге 33К-028, на расстоянии приблизительно 8 км (по прямой) к юго-западу от посёлка городского типа Подосиновец, административного центра района. Абсолютная высота — 79 м над уровнем моря.
Климат
Климат характеризуется как умеренно континентальный, с продолжительной холодной многоснежной зимой и умеренно тёплым коротким летом. Средняя температура воздуха самого холодного месяца (января) составляет −13,6 °C; самого тёплого месяца (июля) — 17,2 °C. Годовое количество атмосферных осадков — 734 мм, из которых 365 мм выпадает в период мая по сентябрь. Снежный покров держится в течение 172 дней.

## Население
| 2010 |
| ---- |
| 468  |

Половой состав
По данным Всероссийской переписи населения 2010 года, в гендерной структуре населения мужчины составляли 50 %, женщины — соответственно также 50 %.
Национальный состав
Согласно результатам переписи 2002 года, в национальной структуре населения русские составляли 99 % из 533 чел.